# Амье, Куно
Куно Амье (нем. Cuno Amiet; 28 марта 1868[…], Золотурн — 6 июля 1961[…], Ошванд, Зееберг) — швейцарский художник, скульптор и график. Будучи первым швейцарским художником, отдавшим предпочтение цвету в композиции, он был пионером современного искусства в Швейцарии. Принадлежит к постимпрессионистскому направлению в искусстве.

## Биография
Амье родился в семье чиновника кантона Золотурн, его отец был государственным архивариусом. Начал брать уроки живописи в 1882 году. Осенью 1886 года Куно уезжает вместе с художником-акварелистом Паулем Демме в Мюнхен и поступает там в Академию изящных искусств. Среди учителей Амье были такие мастера, как Габриэль фон Хакль, Карл Рауп и Николаос Гузис. В 1887 Амье знакомится в Академии с художником Джованни Джакометти, дружбу с которым сохранил на всю жизнь. В октябре 1888 года оба молодых художника уезжают в Париж и поступают в Академию Жюлиана, где учатся у Пьера Боннара, Ж. Э. Вюйяра, Мориса Дени, Поля Серюзье и Тони Робера-Флёри.
Совместно с Феликсом Валлотоном Куно Амье вступает в группу символистов Наби. В мае 1892 года Амье уезжает в Бретань, в рыбацкий городок Понт-Авен, в котором тогда жил и работал Поль Гоген, и остаётся здесь, в колонии художников, до июня 1893. В том же году Амье знакомится с крупным швейцарским художником-символистом Фердинандом Ходлером, посещает последнего в его ателье. Ходлер, как и Гоген, оказал сильное влияние на творчество Амье. В 1896 году, во время посещения Дж. Джакометти в Стампе, Амье знакомится с художником Джованни Сегантини, мастерство которого интересовало Амье ещё с 1893 года.

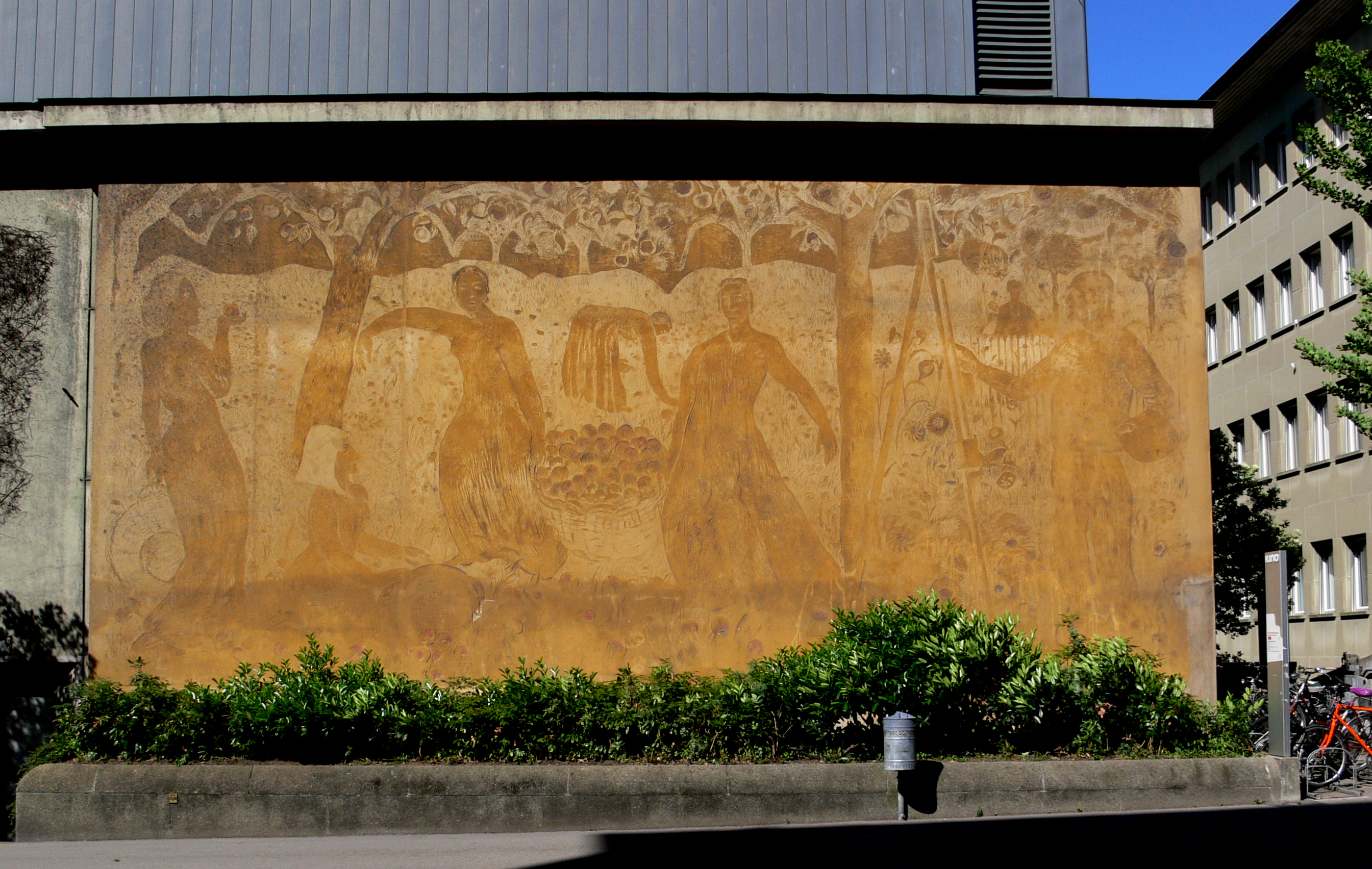
Художественный музей, Берн. Настенные декорации работы К. Амье

В 1898 Ф. Ходлер, Дж. Джакометти и К. Амье организуют совместную выставку в цюрихском Доме художника. В 1904 году К. Амье вместе с Ходлером участвует в движении Венский сецессион. В 1905 организуется выставка работ К. Амье в дрезденской галерее Рихтер. В 1919 году Амье присваивается звание почётного доктора искусств Бернского университета. С 1944 года он — почётный член Союза художников Золотурна. К 90-летию мастера в 1958 году состоялись выставка его работ в цюрихском художественном салоне Вольфсберг и ретроспективная выставка в Художественном музее Берна.
При жизни Амье называли «швейцарским Боннаром». Во время пожара в 1931 году в мюнхенском Стеклянном дворце погибло 50 работ художника.
Амье был близким другом швейцарского писателя Германа Гессе. Портрет писателя кисти Амье, исполненный в 1919 году на листе картона скупыми энергичными мазками, обозначен как «Портрет Эмиля Синклера». Под этим псевдонимом Гессе публиковал в 1917 году свои политические воззвания против Первой мировой войны. В апреле 1920 года Амье берет на воспитание сына Гессе Бруно и дает начинающему художнику первые уроки рисования.